# Coryneum
Coryneum è un genere di funghi ascomiceti. Molte specie sono parassite di piante.

## Tassonomia
Comprende le seguenti specie:
- Coryneum beijerinckii
- Coryneum betulinum
- Coryneum castaneicola
- Coryneum depressum
- Coryneum disciforme
- Coryneum elevatum
- Coryneum folliicola
- Coryneum japonicum
- Coryneum kunzei
- Coryneum longistipitatum
- Coryneum megaspermum
- Coryneum microstictum
- Coryneum modonium
- Coryneum neesii
- Coryneumm opacum
- Coryneum rhododendri
- Coryneum terrophilum
- Coryneum umbonatum